# Johnson City (Texas)
Johnson City ist die Bezirkshauptstadt und Sitz der Countyverwaltung (County Seat) des Blanco County im US-Bundesstaat Texas in den Vereinigten Staaten. Das U.S. Census Bureau hat bei der Volkszählung 2020 eine Einwohnerzahl von 1627 ermittelt.

## Geographie
Die Stadt liegt an der Kreuzung des U.S. Highways 281 und 290 nahezu zentral im County im mittleren Südosten von Texas und hat eine Gesamtfläche von 3,5 km².

## Demografische Daten
Nach der Volkszählung im Jahr 2000 lebten hier 1.191 Menschen in 442 Haushalten und 317 Familien. Die Bevölkerungsdichte betrug 343,2 Einwohner pro km². Ethnisch betrachtet setzte sich die Bevölkerung zusammen aus 89,67 % weißer Bevölkerung, 0,00 % Afroamerikanern, 0,84 % amerikanischen Ureinwohnern, 0,17 % Asiaten, 0,00 % Bewohnern aus dem pazifischen Inselraum und 8,23 % aus anderen ethnischen Gruppen. Etwa 1,09 % waren gemischter Abstammung und 20,57 % der Bevölkerung waren spanischer oder lateinamerikanischer Abstammung.
Von den 442 Haushalten hatten 36,9 % Kinder unter 18 Jahre, die im Haushalt lebten. 56,6 % davon waren verheiratete, zusammenlebende Paare. 11,3 % waren allein erziehende Mütter und 28,1 % waren keine Familien. 24,0 % aller Haushalte waren Singlehaushalte und in 12,7 % lebten Menschen, die 65 Jahre oder älter waren. Die Durchschnittshaushaltsgröße betrug 2,57 und die durchschnittliche Größe einer Familie belief sich auf 3,07 Personen.
28,0 % der Bevölkerung waren unter 18 Jahre alt, 6,5 % von 18 bis 24, 27,3 % von 25 bis 44, 21,2 % von 45 bis 64, und 17,1 % die 65 Jahre oder älter waren. Das Durchschnittsalter war 37 Jahre. Auf 100 weibliche Personen aller Altersgruppen kamen 88,2 männliche Personen. Auf 100 Frauen im Alter von 18 Jahren und darüber kamen 84,5 Männer.

Das jährliche Durchschnittseinkommen eines Haushalts betrug 34.148 USD, das Durchschnittseinkommen einer Familie 39.375 USD. Männer hatten ein Durchschnittseinkommen von 30.529 USD gegenüber den Frauen mit 21.607 USD. Das Prokopfeinkommen betrug 14.977 USD. 12,5 % der Bevölkerung und 9,2 % der Familien lebten unterhalb der Armutsgrenze. Davon waren 17,8 % Kinder und Jugendliche unter 18 Jahren und 11,8 % waren 65 oder älter.